# Cetanindex
Der Cetanindex (abgekürzt: CI) beschreibt – ähnlich wie die Cetanzahl – die Zündwilligkeit von Dieselkraftstoff sowie vergleichbarer Substanzen (z. B. Petroleum, Gasölkomponenten, Marinedieselöl). Der Index ist eine rein aus Dichte (kg/L) und Siedeverlauf (EN ISO 3405:2000) berechnete Größe. Diese internationale Norm wurde ursprünglich entwickelt, um die Zündwilligkeit zu bestimmen, wenn kein Prüfmotor zur Verfügung stand. Diese Einschränkung ist heute entfallen, spezifiziert wird der Cetanindex – zusammen mit der Cetanzahl – immer noch (DIN EN 590).

## Definition
Ursprünglich wurde der Cetanindex nach der 2-Parameter-Methode berechnet (ASTM D976-06):
{\displaystyle CI=454{,}74-1641{,}416\cdot {\text{Dichte}}+774{,}74\cdot {\text{Dichte}}^{2}-0{,}554\cdot T_{50}+97{,}803\cdot \log(T_{50})^{2}}
mit T50 als Siedetemperatur in °C, bei der 50 % des Produktvolumens verdampft ist. Diese Methode war jedoch zu ungenau, so dass DIN EN 590 (und DIN ISO 8217:2005) auf der sogenannten 4-Parameter-Methode (DIN EN ISO 4264:2007) beruht, wobei:
- T10 (Temperatur in °C, bei der 10 Vol-% des Produktes verdampft sind) sowie
- T90 (Temperatur in °C, bei der 90 Vol-% des Produktes verdampft sind)

als zusätzliche Parameter verwendet werden.
Als Hilfsgröße dient noch:
{\displaystyle B=e^{-3{,}5\cdot ({\text{Dichte}}-0{,}850)}-1}
Dann ergibt sich für den Cetanindex:
{\displaystyle CI=45{,}2+0{,}0892\cdot (T_{10}-215)+(0{,}131+0{,}901B)\cdot (T_{50}-260)+(0{,}0523-0{,}42BB)\cdot (T_{90}-310)+0{,}00049((T_{10}-215)^{2}-(T_{90}-310)^{2})+107B+60B^{2}} (auf 0,1 gerundet)
Der Cetanindex ist nicht anwendbar auf reine Kohlenwasserstoffe, Cetanzahlverbesserer beeinflussen den Index nicht und Destillate auf Kohlebasis werden auch nicht richtig dargestellt. Für Produkte aus Teersanden und Tight Oil („Fracking-Öl“) kann die Methode jedoch angewandt werden.
Die nach DIN EN ISO 4264 empfohlenen Bereiche für die Anwendung dieser Methode sind:
| Cetanzahl | 32,5 – 56,5          |
| Dichte    | 0,805 bis 0,895 kg/L |
| T10       | 171 bis 259 °C       |
| T50       | 212 bis 308 °C       |
| T90       | 251 bis 363 °C       |